# Макгро, Тим
Тим Макгро (Tim McGraw, род. 1 мая 1967, Делхай (Луизиана)) — американский певец, актёр и продюсер, автор песен в стиле кантри, который 23 раза поднимался на первое место кантри-чартов США, в том числе в дуэте со своей женой, Фэйт Хилл. Сын знаменитого бейсболиста, Макгро добился популярности в 1994 году. Окончательно утвердился в качестве кантри-певца номер один после ухода из шоу-бизнеса своего главного конкурента, Гарта Брукса, в 2001 году. В 2006 году начинающая певица Тейлор Свифт выпустила свой дебютный сингл «Tim McGraw», посвященный её любимому исполнителю. Всего с альбомов Макгроу было выпущено 65 синглов, 25 из которых достигли первого места в чартах Hot Country Songs или Country Airplay. Три из этих синглов — «It’s Your Love», «Just to See You Smile» и «Live Like You Were Dying» — стали лучшими кантри-песнями 1997, 1998 и 2004 годов соответственно по версии Billboard Year-End. Он также является обладателем трех премий «Грэмми», 14 премий Академии кантри-музыки, 11 премий Ассоциации кантри-музыки (CMA), 10 премий American Music Awards и трех премий People’s Choice Awards. Его турне «Soul2Soul II», организованное совместно с женой Фэйт Хилл, является одним из самых кассовых в истории кантри-музыки и входит в пятерку лучших среди всех жанров музыки. Он продал более 80 миллионов пластинок по всему миру, что делает его одним из самых продаваемых музыкантов всех времен.

## Биография
Родился 1 мая 1967 года в городе Делхай (Луизиана) под именем Samuel Timothy McGraw. Тим Макгро имеет итальянские и ирландские корни по материнской линии (Elizabeth «Betty» Ann née D’Agostino) и шотландско-ирландские — по отцовской (бейсболист Frank Edwin McGraw Jr., известный как Таг Макгро). Он учился в Northeast Louisiana University, ныне en:University of Louisiana at Monroe, увлекался бейсболом. В это время он начал играть на гитаре.
6 октября 1996 года Макгро обручается с кантри-певицей Фэйт Хилл. Сейчас в семье Хилл и Макгро три дочери: Gracie Katherine (1997), Maggie Elizabeth (1998) и Audrey Caroline (2001). С самого начала их брака супруги стараются никогда не разлучаться дольше чем на три дня.

## Достижения
В мире продано более 40 млн экз. его альбомов. 25 синглов (из 65) стали № 1 в кантри-чарте Billboard Hot Country 100 (Hot Country Songs или Country Airplay), из них 11 подряд. Три сингла стали Лучшими кантри-песнями года 1997, 1998 и 2004 годов соответственно по версии Billboard Year-End: «It’s Your Love», «Just to See You Smile» и «Live Like You Were Dying». 17 альбомов (13 студийных альбомов и 4 сборника) стали № 1 в Top Country Albums. Он выиграл 3 премии Grammy, 14 премии от Academy of Country Music, 11 премий от Country Music Association (CMA), 10 премий от American Music Awards и 3 премии People's Choice Awards. Его концертный тур Soul2Soul II Tour вместе с женой Фэйт Хилл стал самым успешным по сборам за всю историю кантри-музыки и одним из 5 самых успешных среди всех жанров музыки.
В октябре 2023 года его сингл «Standing Room Only» стал 60-м в Топ-10 кантри-чарта Country Airplay, второй результат в истории (деля его с Кенни Чесни, тоже 60), уступая лидерство лишь Джорджу Стрейту (61; и далее с 51 хитом Алан Джексон и с 44 — Кит Урбан). В последний раз он возглавлял чарт в декабре 2016 года в композиции Florida Georgia Line «May We All».
Макгроу впервые попал в топ-10 чарта с песней «Indian Outlaw», которая заняла 8-е место в апреле 1994 года. В мае того же года Макгро получил свой первый из 29 лидеров с песней «Don’t Take the Girl».

## Дискография

### Студийные альбомы
12 студийных альбомов из 15 стали № 1 в Top Country Albums (кроме дебютного и Tim McGraw and the Dancehall Doctors 2002 года, который был № 2), 4 диска стали № 1 и в общенациональном чарте Billboard 200.
- Tim McGraw (1993)
- Not a Moment Too Soon (1994) — № 1 в Billboard 200
- All I Want (1995) — № 4 в Billboard 200
- Everywhere (1997) — № 2 в Billboard 200
- A Place in the Sun (1999) — № 1 в Billboard 200
- Set This Circus Down (2001) — № 2 в Billboard 200
- Tim McGraw and the Dancehall Doctors (2002) — № 2 в Billboard 200
- Live Like You Were Dying (2004) — № 1 в Billboard 200
- Let It Go (2007) — № 1 в Billboard 200
- Southern Voice (2009) — № 2 в Billboard 200
- Emotional Traffic (2012) — № 2 в Billboard 200
- Two Lanes of Freedom (2013) — № 2 в Billboard 200
- Damn Country Music (2015) — № 5 в Billboard 200
- The Rest of Our Life (вместе с Фейт Хилл) (2015) — № 2 в Billboard 200
- Here on Earth (2020)
- Standing Room Only (2023)

### Сборники
Четыре альбома стали № 1 в Top Country Albums.
- Greatest Hits (2000, № 1)
- Reflected: Greatest Hits Vol. 2 (2006, № 1)
- Greatest Hits: Limited Edition (2008, № 1)
- Collector’s Edition (2008)
- Greatest Hits 3 (2008, № 1)
- Limited Edition: Greatest Hits: Volumes 1, 2 & 3 (2008)
- Number One Hits (2010)